# House of Pain (album)
House of Pain – debiutancki album studyjny amerykańskiej grupy hip-hopowej House of Pain.

## Lista utworów
| Nr  | Tytuł utworu                                                       | Długość |
| --- | ------------------------------------------------------------------ | ------- |
| 1.  | „Salutations”                                                      | 1:18    |
| 2.  | „Jump Around”                                                      | 3:37    |
| 3.  | „Put Your Head Out”                                                | 3:02    |
| 4.  | „Top o' the Morning to Ya”                                         | 3:37    |
| 5.  | „Commercial 1”                                                     | 0:08    |
| 6.  | „House and the Rising Son”                                         | 3:39    |
| 7.  | „Shamrocks and Shenanigans”                                        | 3:38    |
| 8.  | „House of Pain Anthem”                                             | 2:35    |
| 9.  | „Danny Boy, Danny Boy”                                             | 1:54    |
| 10. | „Guess Who's Back”                                                 | 3:59    |
| 11. | „Commercial 2”                                                     | 0:21    |
| 12. | „Put on Your Shit Kickers”                                         | 3:10    |
| 13. | „Come and Get Some of This”                                        | 2:51    |
| 14. | „Life Goes On”                                                     | 2:43    |
| 15. | „One for the Road”                                                 | 2:49    |
| 16. | „Feel It”                                                          | 4:00    |
| 17. | „All My Love”                                                      | 3:20    |
| 18. | „Jump Around (Pete Rock Remix)”                                    | 3:56    |
| 19. | „Shamrocks and Shenanigans (Boom Shalock Lock Boom/Butch Vig Mix)” | 3:57    |
|     |                                                                    | 54:34   |